# Mandy Leach
Pour les articles homonymes, voir Leach.
Mandy Leach, née le 20 août 1979, est une nageuse zimbabwéenne.

## Carrière
Mandy Leach remporte aux Jeux africains de 1995 à Harare la médaille d'argent sur les relais 4 x 100 mètres nage libre et quatre nages ainsi que la médaille de bronze sur le 200 mètres nage libre, le 200 mètres quatre nages et sur le relais 4 x 200 mètres nage libre
Aux Jeux africains de 1999 à Johannesbourg, elle est médaillée d'or du relais 4 x 100 mètres nage libre et médaillée de bronze du 100 mètres dos et du 200 mètres quatre nages,.
Elle dispute ensuite les Jeux olympiques d'été de 2000 à Sydney, où elle atteint les demi-finales du 200 mètres nage libre.